# Tour de Ribas
El Tour de Ribas és una competició ciclista d'un sol dia que es fa a Ucraïna. Des del 2016 forma part del calendari de l'UCI Europa Tour. Ja se n'havien disputat algunes edicions en anys anteriors com a cursa per etapes.

## Palmarès
| Any       | Vencedor              | Segon              | Tercer             |
| --------- | --------------------- | ------------------ | ------------------ |
| 1995      | Kirilo Pospeiev       | Andrey Moskalev    | Valery Makarian    |
| 1996      | Valery Kobzarenko     | Vadim Nanayenko    | Valery Zayets      |
| 1997      | Yuriy Metlushenko     | Valery Kobzarenko  | Valery Makarian    |
| 1998      | Alexei Nakazny        | Yuri Prokopenko    | Alexei Khristanin  |
| 1999      | Anatoliy Varvaruk     | Volodomyr Starchyk | Pyotr Koshelenko   |
| 2000      | No disputat           | No disputat        | No disputat        |
| 2001      | Leonid Timchenko      | Andriy Buchko      | Andrei Petushkov   |
| 2002      | Olexander Dykiy       | Andriy Gladkyy     | Andriy Pryshchepa  |
| 2003      | Oleksandr Surutkovitx | Andriy Pryshchepa  | Andriy Gladkyy     |
| 2004      | Oleksandr Surutkovitx | Vitaliy Brichak    |                    |
| 2005      | Oleksandr Surutkovitx | Andriy Kutalo      | Yuriy Leontenko    |
| 2006      | Andriy Gladkyy        | Lyubomyr Polatayko | Oleksandr Klimenko |
| 2007      | Nicolas Gomenuk       | Alexey Shepilov    | Stanislav Volkov   |
| 2008      | Vitaliy Kondrut       | Ruslan Pidgornyy   | Stanislav Volkov   |
| 2009      | Dmytro Popov          | Andrey Gorkusha    | Roman Vyshnevsky   |
| 2010      | Alexey Shmidt         | Andriy Vasylyuk    | Valery Kobzarenko  |
| 2011      | Artem Tesler          | Volodymyr Dyudya   | Serhiy Grechyn     |
| 2012      | No disputat           | No disputat        | No disputat        |
| 2013      | Branislau Samoilau    | Siarhei Papok      | Roman Romanovich   |
| 2014-2015 | No disputat           | No disputat        | No disputat        |
| 2016      | Andrí Vassiliuk       | Mikhailo Kononenko | Serhí Lahkuti      |
| 2017      | Serhí Lahkuti         | Andrí Vassiliuk    | Elchin Asadov      |
| 2018      | No disputat           | No disputat        | No disputat        |
| 2019      | Onur Balkan           | Vitaliy Buts       | Matvey Nikitin     |